# 奥塔卡尔·马雷切克
奥塔卡尔·马雷切克（捷克語：Otakar Mareček，1943年6月14日—2020年1月25日），捷克男子赛艇运动员。他曾代表捷克斯洛伐克参加1968年、1972年和1976年夏季奥林匹克运动会赛艇比赛，其中1972年奥运会获得一枚铜牌。